# スメンデス2世
スメンデス2世(Smendes II　在職:紀元前約992年 - 紀元前990年)は古代エジプト第21王朝時代のアメンの大司祭。スメンデスはヨセフスやアフリカヌスら後代の歴史家によるギリシャ語表記の名で、古代エジプト語本来の名は「メンデス（ジェデド）の主の牡羊」を意味するネスバネブジェド（Nesbanebdjed）という
。

## 概要
先代の大司祭メンケペルラーとその妻でファラオ・プスセンネス1世の娘のイセトエムケブの息子。妻に実妹のヘヌタウイ、娘にイセトエムケブE。もう一人の妻タケネトジェフティとの間の娘ネスコンスは後継者のパネジェム2世の妻となった。
第21王朝時代は神官勢力の絶頂期に当たり、事実上の支配者として上エジプトを統治したが、父や祖父のパネジェム1世とは異なり、君主の称号である即位名やカルトゥーシュは用いなかった。また、在職期間が2年と短かったため、マネトーの記録には登場しない。史料も少なく、カルナックの碑文やプスセンネス1世のミイラが身に付けていた装身具等に僅かに名前が刻印されているのみである。その一部はネスバネブジェド2世ではなく、後の第22王朝時代の大司祭ネスバネブジェド3世のものである可能性もある。
死後は弟であるパネジェム2世が司祭職を引き継いだ。